# Череваха
Черева́ха (укр. Череваха) — село в Маневичской поселковой общине Камень-Каширского района Волынской области Украины.
До 2020 года входило в Маневичский район.
Код КОАТУУ — 0723687901. Население по данным 2024 года составляет около тысячи человек. Почтовый индекс — 44624. Телефонный код — 3376. Занимает площадь 1,18 км².